# YL (radio)
Pour les articles homonymes, voir YL.

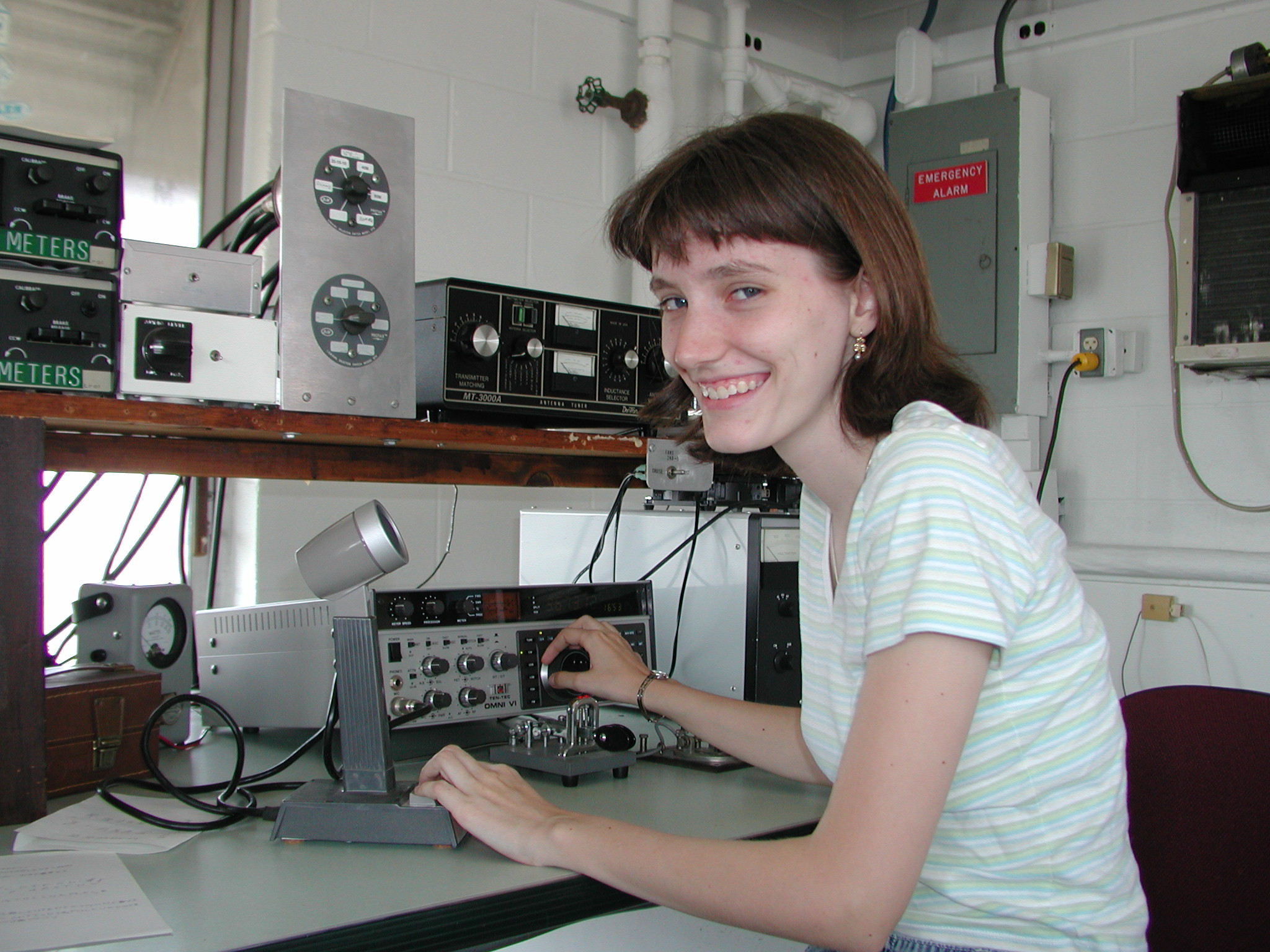
YL KB3HTS radioamateur.

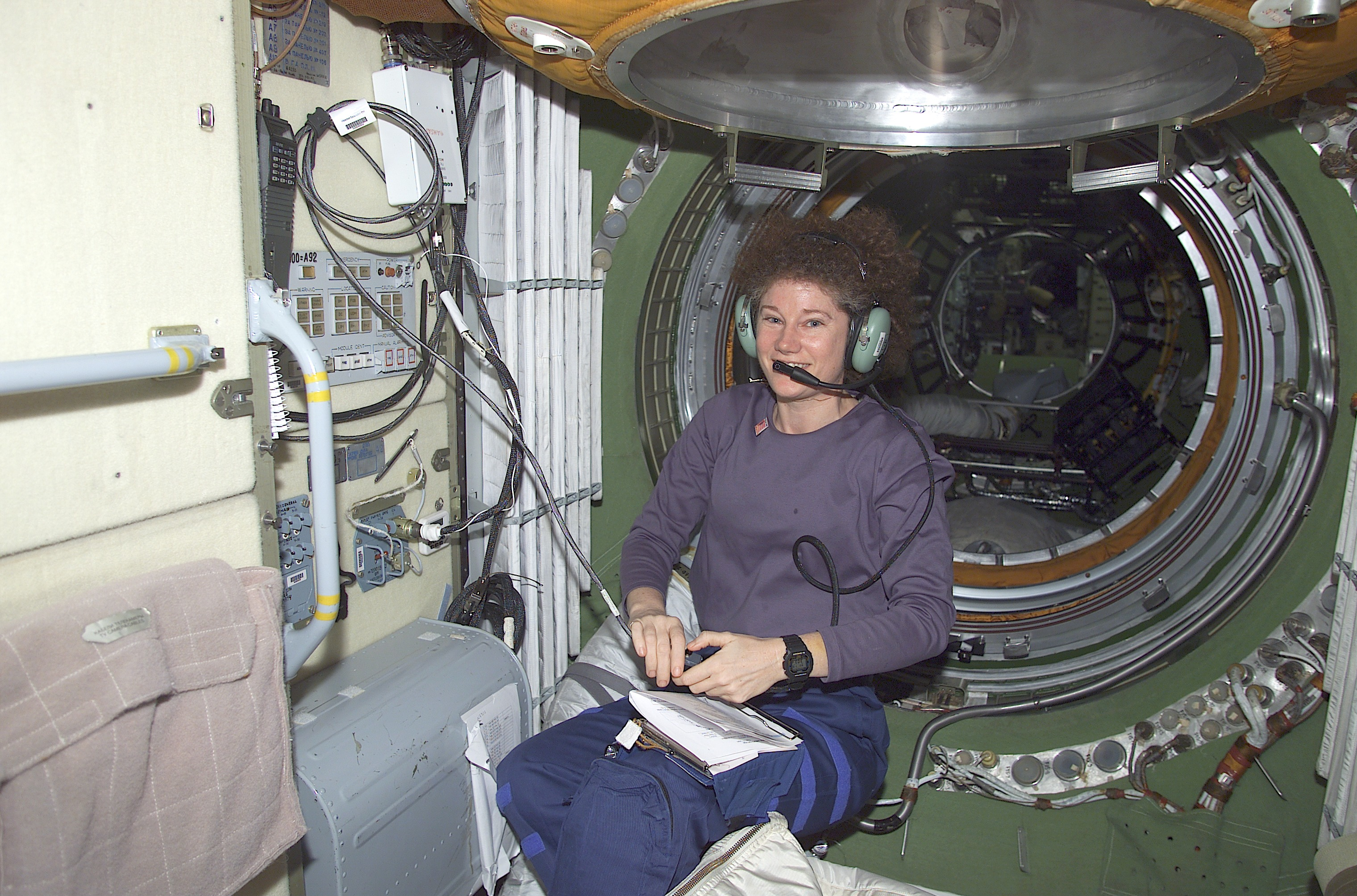
YL (Susan J. Helms) dans la station spatiale internationale en radiocommunication sur 145.800 MHz avec des radioamateurs

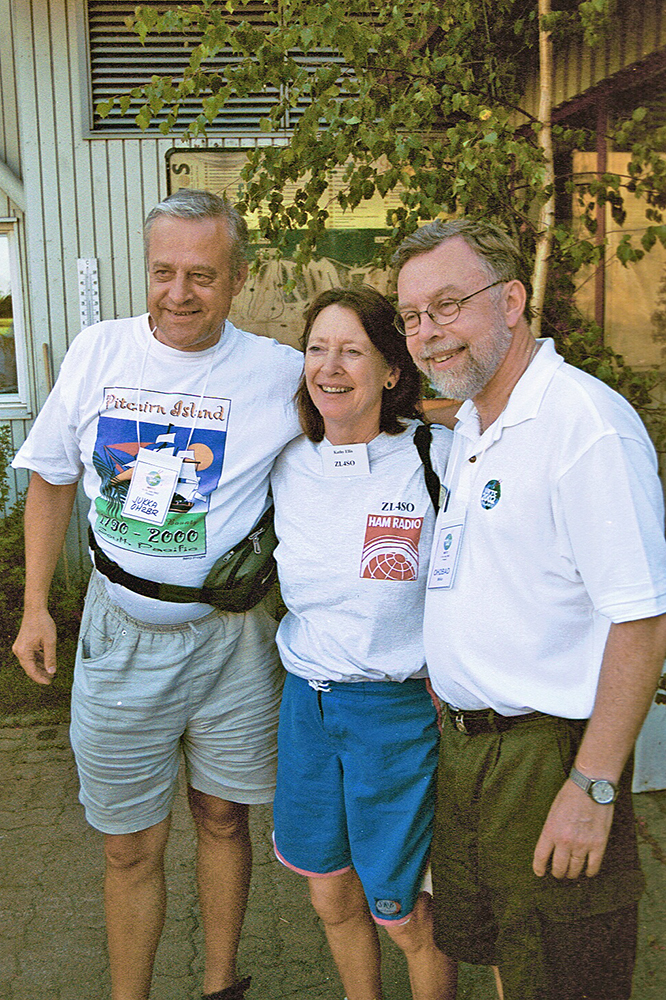
Kathy, ZL4SO, de Nouvelle-Zélande avec Jukka, OH2BR et Miika, OH2BAD en Finlande pendant la compétition WRTC2002.

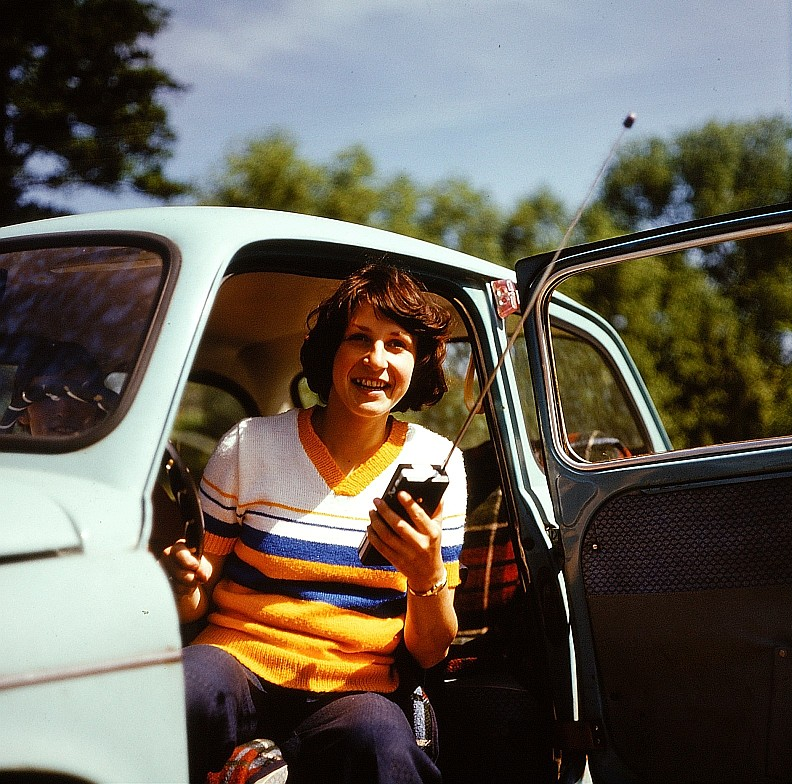
YL cibiste et poste CB portable, année 1970.

Une YL est l'abréviation radiotélégraphique de « Young Lady » sans distinction d'âge, adopté aux Etats-Unis au XXe siècle dans les débuts de la radio. L'abréviation  XYL désignant une femme radiotélégraphiste (autrefois la radiotélégraphie était réservée aux hommes). À présent, en radiotéléphonie, l'abréviation XYL désigne  une femme utilisant une radio, par exemple : cibiste, radioamateur, radioécouteur, scout.

## Utilisation
Ce code d'abréviation est adapté à la pratique du code Morse international, permettant de transmettre un texte à l’aide de séries d’impulsions courtes et longues, qu’elles soient produites par des signes, une lumière, un geste, en radiotélégraphie. YL se note -.-- .-.. . 
L'abréviation universelle s'utilise au même titre que le Code Q ou le Code Z.
Une XYL est l'épouse de l'opérateur radio (il n'existe pas d'abréviation pour l'époux d'une YL).
Ces codes d'abréviations, initialement prévus pour simplifier la transmission de messages en télégraphie, sont aussi utilisés en radiotéléphonie. L'usage de ces codes en télégraphie dispense (dans une certaine mesure) de connaître l'anglais ou la langue du correspondant.
Certaines opératrices radioamateurs peuvent (compte tenu de leur petit nombre) obtenir parfois un indicatif se terminant par... YL (exemple : G2YL, G6YL... ). 

### Galerie

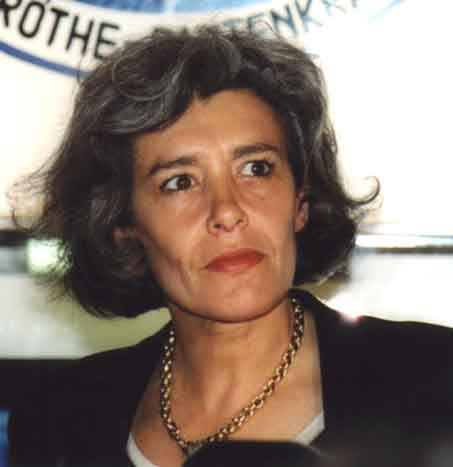
YL astronaute, Claudie Haigneré
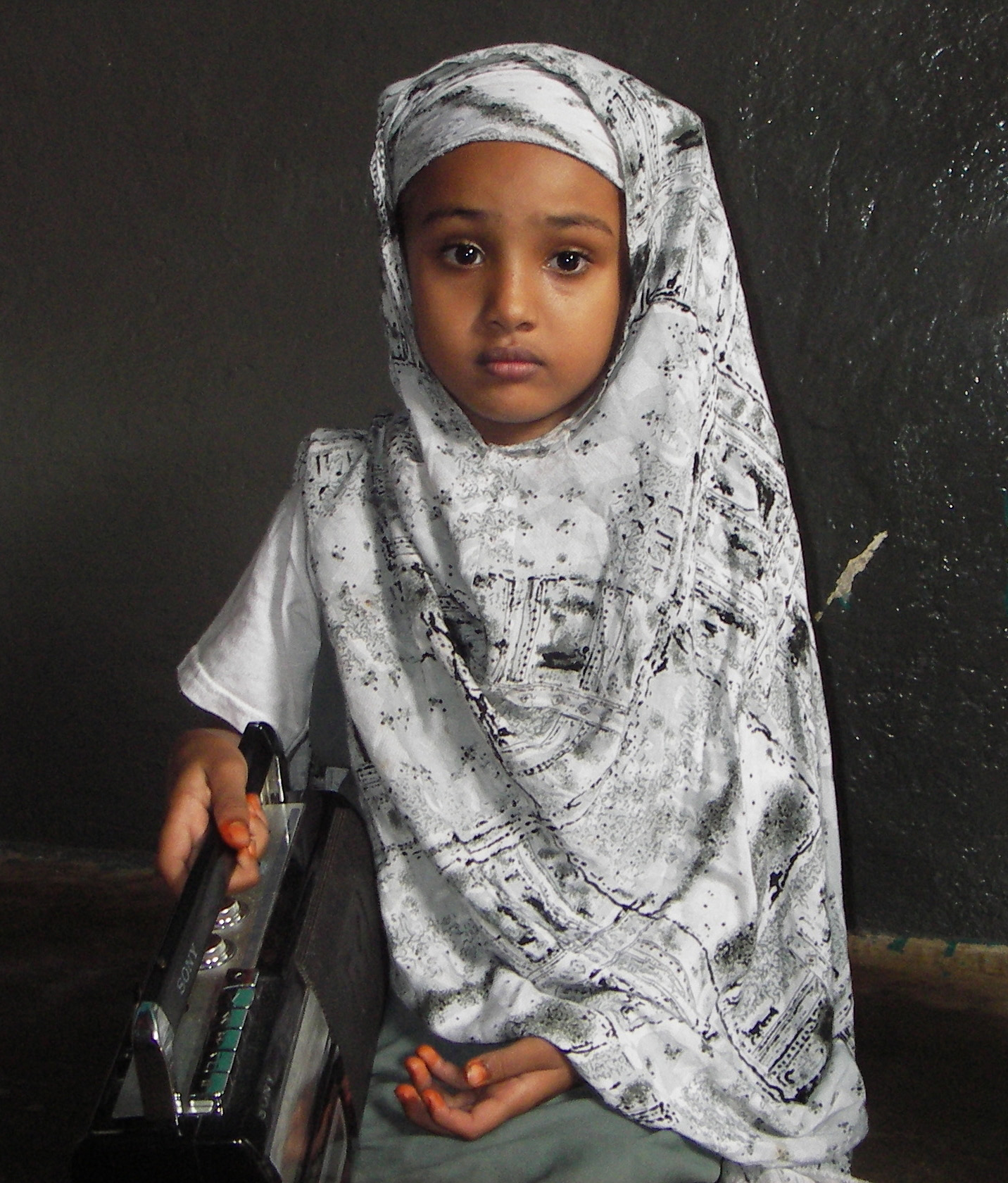
SWL YL Najmo, âgée de 8 ans à Mogadiscio
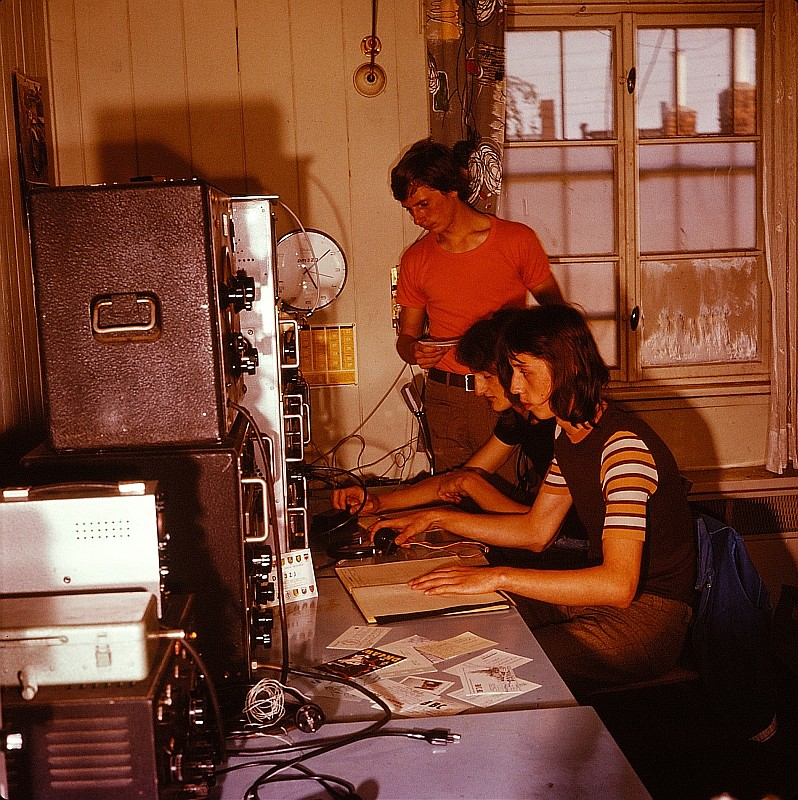
Station radio
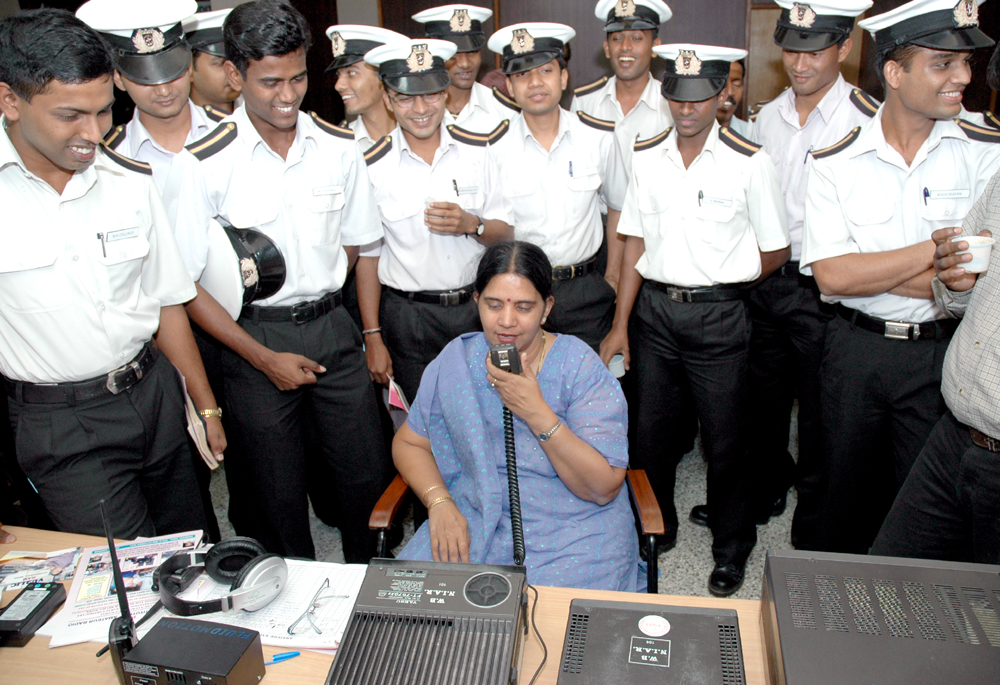
XYL VU4RBI radioamateur
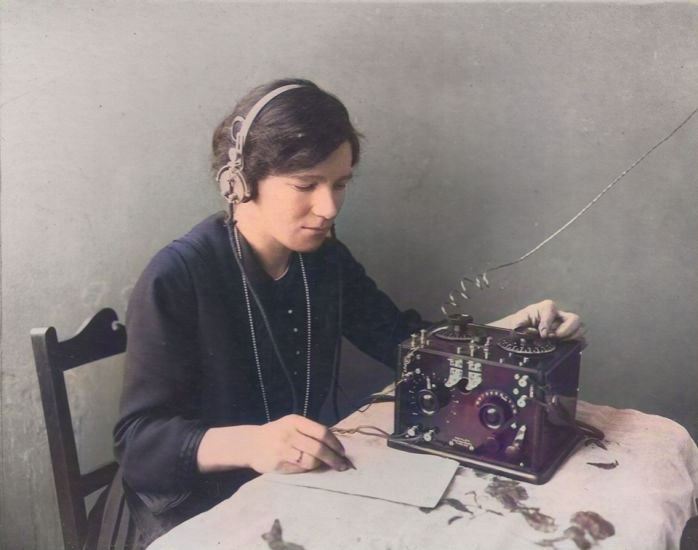
SWL YL Florence Violet McKenzie en 1922
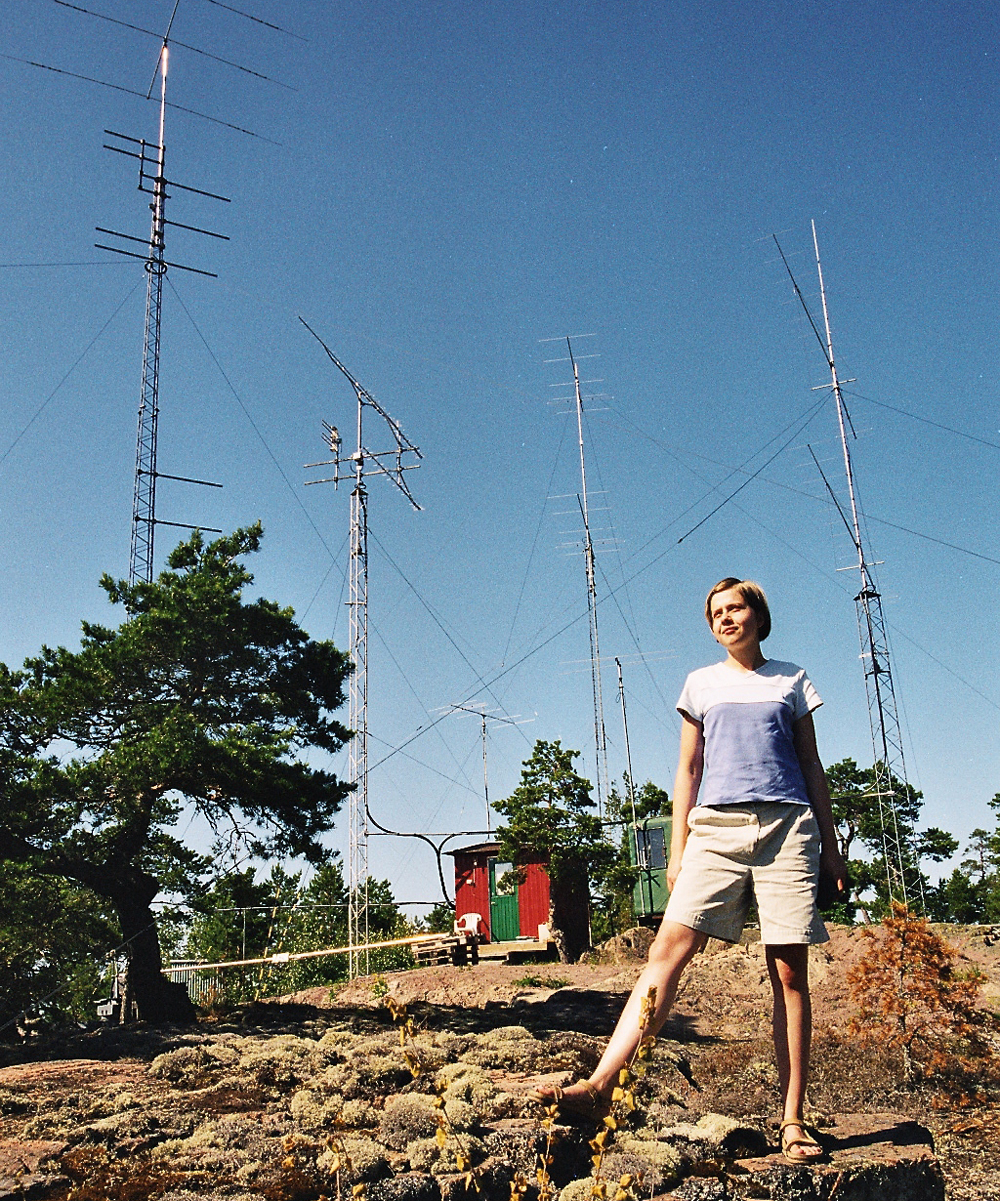
YL Donata SP5HNK devant des antennes
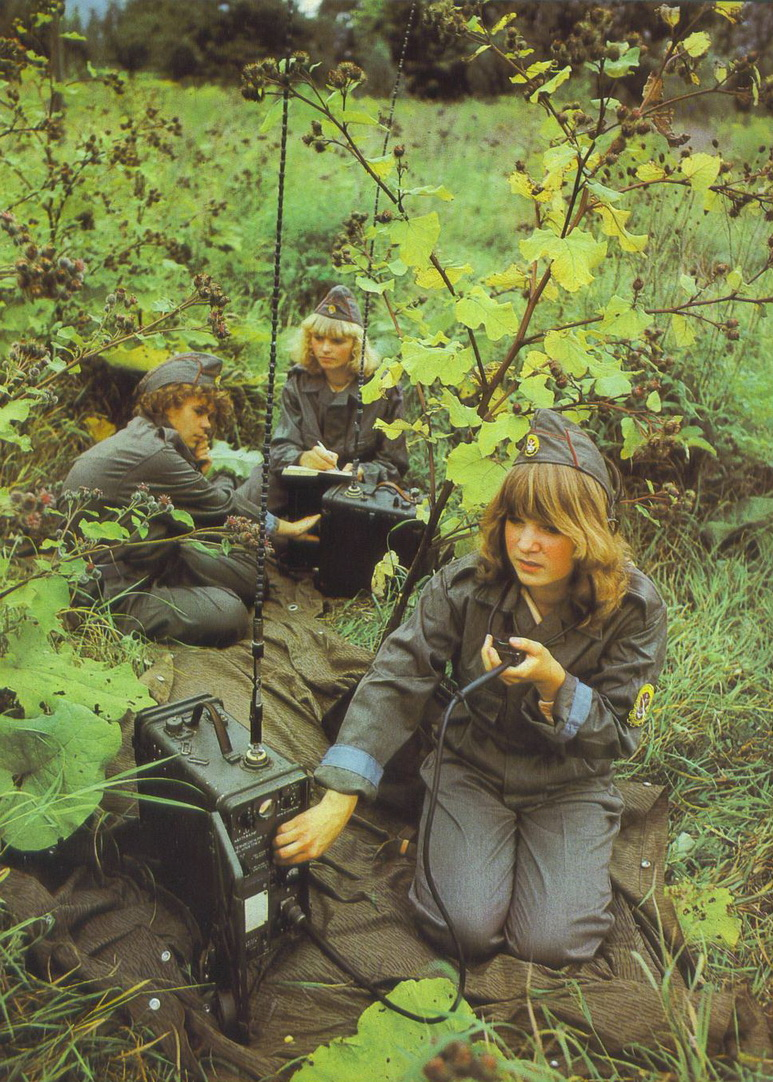
YL militaire
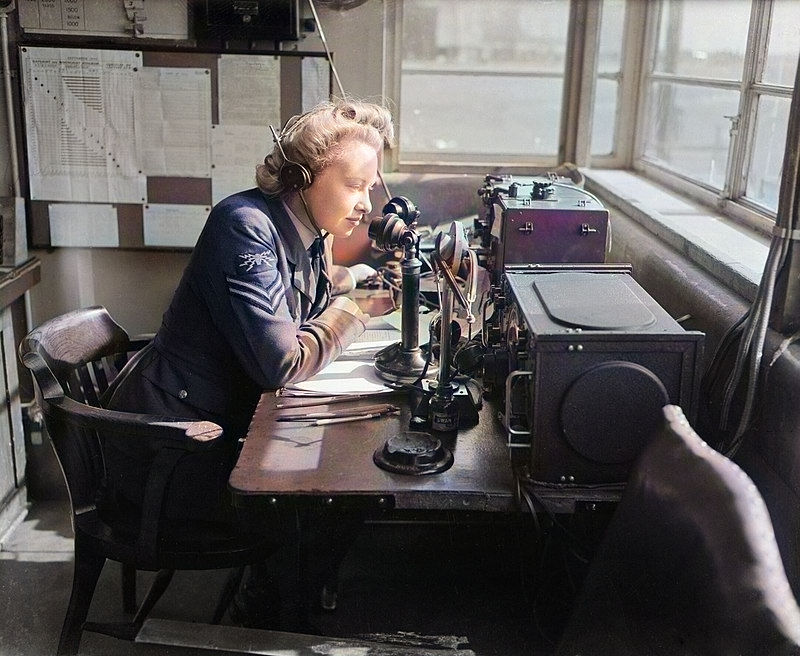
Contrôle aéronautique vers 1942
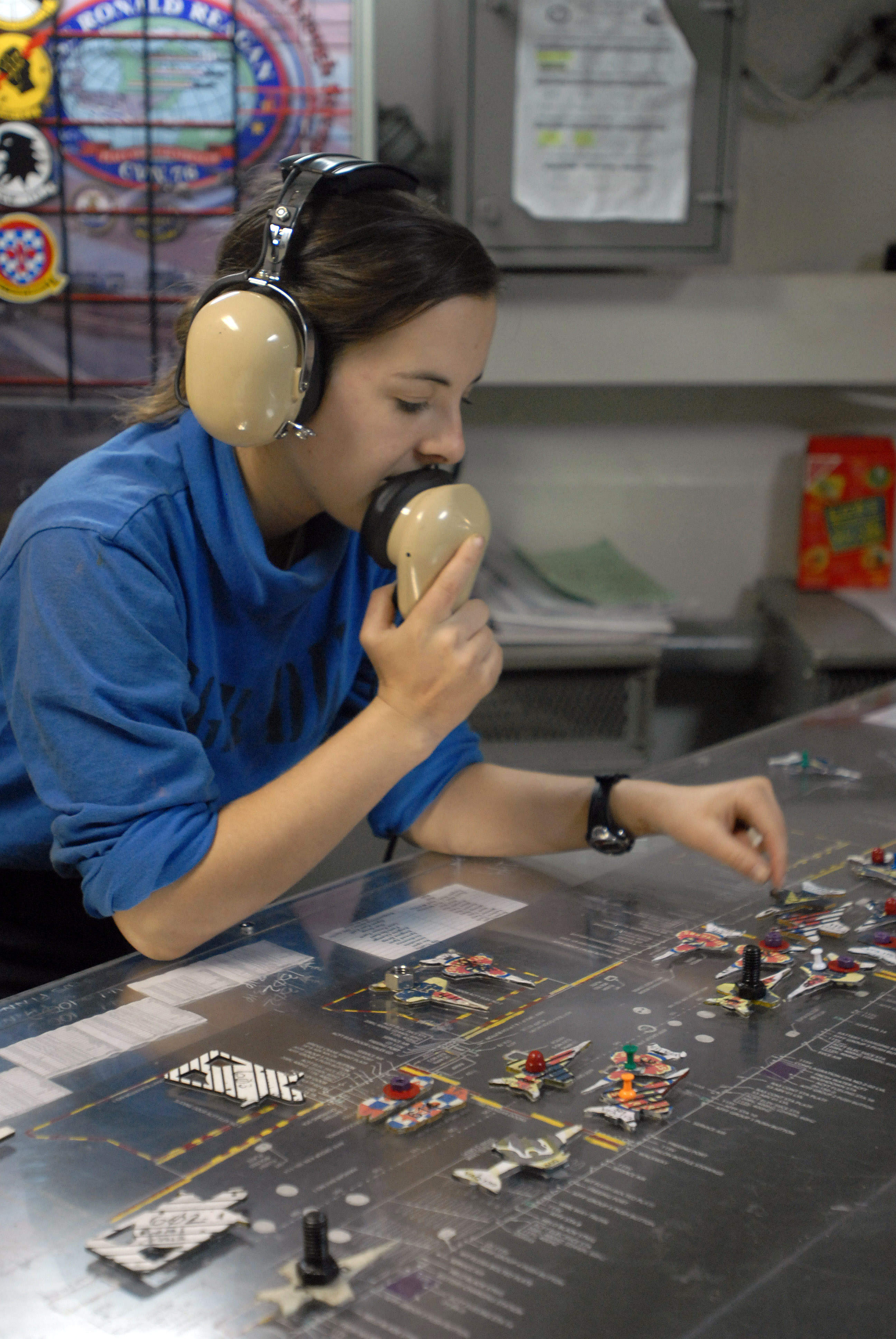
Radiocommunication aéronautique

### Quelques dates
- En 1972 : en France la première femme opératrice radiotélégraphiste « YL » est embarquée sur un navire de commerce.
- En 1976 : en France la première opératrice radiotélégraphiste « YL » de station côtière prend sa fonction dans la station Le Conquet radio.